# Choi Jin-sil
Choi Jin-sil (1968 - 2008) là một trong số nữ diễn viên xuất sắc nhất Hàn Quốc được biết đến với danh hiệu Nữ diễn viên quốc dân. Cô đã tham gia đóng vai chính trong 18 phim điện ảnh và 20 phim truyền hình, xuất hiện trong 140 quảng cáo thương mại và giành giải Nữ diễn viên xuất sắc nhất lại Lễ trao giải Grand Bell Award lần thứ 33.

## Tiểu sử
- Học vấn
  - 1981: Tốt nghiệp trường tiểu học Seoul Bul-gwang (서울불광초등학교)
  - 1984: Tốt nghiệp cấp 2 nữ sinh Dong Myung  (동명여자중학교)
  - 1987: Tốt nghiệp trung học nữ Sunil (선일여자고등학교)
- Kinh nghiệm
  - 2006: Đại sứ thiện chí của Tổ chức GoodNeighbors
  - 2008: Đại sứ Gyeonggi International Boat Show Lưu trữ ngày 1 tháng 8 năm 2015 tại Wayback Machine·Korea Match Cup World Yachting Competition Lưu trữ ngày 11 tháng 8 năm 2020 tại Wayback Machine[3]

## Đời tư
Năm 1994, quản lý cũ của cô, Bae Byeong-Su, một nhân vật có ảnh hưởng trong giới giải trí, bị sát hại bởi người quản lý của cô. Cô được gọi đến làm nhân chứng. Vụ việc gây sốc cho công chúng Hàn Quốc. Những tin đồn lan truyền rằng cô đã dính líu vào vụ án và cô đã bị những người ẩn danh tính phỉ báng. Cô đã bị tai nạn giao thông vào năm 1995 và suýt bị bắt cóc vào năm 1994 và 1998. Cô cũng thường bị cánh báo chí săn lùng.
Năm 2000, cuộc hôn nhân của cô với cầu thủ bóng chày Jo Sung-min thu hút sự chú ý trên khắp Hàn Quốc. Jo là vận động viên chuyên nghiệp chơi cho đội bóng chày Yomiuri Giants của Nhật Bản. Cả hai gặp nhau lần đầu trong một chương trình truyền hình năm 1998. Choi Jin-sil sinh con trai đầu Hwan-Hee (2001) và con gái Joon-Hee (2003).
Tiếp theo, Jo Sung-min nhấn mạnh về Choi Jin-sil rằng cô là người vợ đáng trách thông qua họp báo nhưng không đệ đơn ly hôn vào tháng 12 năm 2004. Đây là hành động vô nghĩa theo luật dân sự của Hàn Quốc. Choi Jin-sil đã có thời gian suy xét vấn đề ly hôn khoảng 2 năm từ 2002 đến 2004. Và cô đã không quyết định ly hôn vào khoảng thời gian này. Tháng 9 năm 2004, cô quyết định ly hôn với Jo Sung-min.
Jo Sung-min đã vi phạm luật hôn nhân, hành vi bạo lực và xúc phạm vợ trong khoảng thời gian 2 năm. Ngoài ra, Jo còn vay tiền của mẹ vợ và em trai vợ, không trả nợ nên đã bị khởi tố. Tháng 12 năm 2002, Jo hành hung vợ khi nữ diễn viên mang thai con thứ 2.
Tháng 8 năm 2004, Jo lại có hành vi bạo hành với vợ. Lần bạo hành trước, Jo Sung-min nhấn mạnh tới báo chí rằng cả hai bên đều tấn công lẫn nhau, báo chí đã làm một báo cáo chi tiết của vụ án và ảnh khuôn mặt bị thương của Choi Jin-sil được công khai. Choi Jin-sil lúc này là người mẫu bị nhà quảng cáo kiện vì gây ảnh hưởng đến hình ảnh. Nhiều luật sư xác định vụ kiện [Bạo lực đối với phụ nữ], họ đã giúp Choi miễn phí và 25 luật sư bào chữa tranh tụng với nhà quảng cáo tại tòa án.
Choi đã nhận quyền nuôi con với điều kiện miễn khoản nợ của Cho với mẹ và anh vợ cũng như bỏ một số khoản tiền đối với Cho. Cho chỉ có thể thăm con cái của mình thường xuyên theo thỏa thuận lẫn nhau. Choi trở thành cha mẹ với quyền của cha mẹ duy nhất. Choi cũng đã nhận được giấy tờ từ bỏ quyền của cha mẹ từ Cho và đã được công chứng bởi một luật sư.
Vào tháng 1 năm 2008, sổ đăng ký gia đình Hàn Quốc (hoju) đã được thay đổi. Kết quả là, trẻ em có thể sử dụng họ của mẹ khi các thành viên trong gia đình muốn. Theo sổ đăng ký thay đổi, con của Choi Jin-sil đã đổi tên họ từ "Jo" (họ nội) thành "Choi" (họ mẹ).
Năm 2008, Choi Jin-sil tự tử tại nhà riêng. Từ khi Choi Jin-sil qua đời, mẹ cô quản lý tài sản và chăm sóc các cháu.